# Jerry Bengtson
Jerry Ricardo Bengtson Bodden (Santa Rosa de Aguán, 8 aprile 1987) è un calciatore honduregno, attaccante dell'Olimpia e della nazionale honduregna.

## Carriera

### Club

#### Vida
Il 13 agosto 2007 ha fatto il suo esordio con il C.D. Vida contro l'Olimpia. Ha segnato il suo primo gol contro il Real España il 30 settembre 2007 in un pareggio per 1-1 a San Pedro Sula. Con la maglia del Vida ha segnato in totale 36 gol.

#### Motagua
Il 26 novembre 2010, il C.D. Motagua ha raggiunto un accordo con il Vida per assicurarsi Bengtson, che ha poi firmato un triennale. Ha segnato il suo primo gol con il Motagua il 30 gennaio 2011 nell'1-0 contro il C.D. Marathón.

#### New England Revolution
Il 5 luglio 2012 passa ufficialmente al New England Revolution, club della Major League Soccer statunitense.

### Nazionale
Il 14 aprile 2010, Bengtson è stato convocato per l'amichevole dell'Honduras contro il Venezuela. Ha fatto il suo esordio con la maglia della nazionale maggiore honduregna al 45º minuto, quando ha sostituito Ramón Núñez. Ha inoltre preso parte ai Giochi Olimpici di Londra 2012, nei quali ha segnato 3 gol in 4 partite.

## Statistiche

### Cronologia presenze e reti in nazionale
| Cronologia completa delle presenze e delle reti in nazionale ― Honduras | Cronologia completa delle presenze e delle reti in nazionale ― Honduras | Cronologia completa delle presenze e delle reti in nazionale ― Honduras | Cronologia completa delle presenze e delle reti in nazionale ― Honduras | Cronologia completa delle presenze e delle reti in nazionale ― Honduras | Cronologia completa delle presenze e delle reti in nazionale ― Honduras | Cronologia completa delle presenze e delle reti in nazionale ― Honduras | Cronologia completa delle presenze e delle reti in nazionale ― Honduras |
| Data                                                                    | Città                                                                   | In casa                                                                 | Risultato                                                               | Ospiti                                                                  | Competizione                                                            | Reti                                                                    | Note                                                                    |
| ----------------------------------------------------------------------- | ----------------------------------------------------------------------- | ----------------------------------------------------------------------- | ----------------------------------------------------------------------- | ----------------------------------------------------------------------- | ----------------------------------------------------------------------- | ----------------------------------------------------------------------- | ----------------------------------------------------------------------- |
| 21-4-2010                                                               | San Pedro Sula                                                          | Honduras                                                                | 0 – 1                                                                   | Venezuela                                                               | Amichevole                                                              | -                                                                       | 46’                                                                     |
| 4-9-2010                                                                | Los Angeles                                                             | Honduras                                                                | 2 – 2                                                                   | El Salvador                                                             | Amichevole                                                              | -                                                                       | 82’                                                                     |
| 7-9-2010                                                                | Montrèal                                                                | Canada                                                                  | 2 – 1                                                                   | Honduras                                                                | Amichevole                                                              | -                                                                       | 68’                                                                     |
| 9-10-2010                                                               | Auckland                                                                | Nuova Zelanda                                                           | 1 – 1                                                                   | Honduras                                                                | Amichevole                                                              | -                                                                       | 83’ 90’                                                                 |
| 13-10-2010                                                              | Los Angeles                                                             | Honduras                                                                | 2 – 0                                                                   | Guatemala                                                               | Amichevole                                                              | -                                                                       | 60’                                                                     |
| 17-11-2010                                                              | Panama                                                                  | Panama                                                                  | 2 – 0                                                                   | Honduras                                                                | Amichevole                                                              | -                                                                       | 72’                                                                     |
| 18-12-2010                                                              | San Pedro Sula                                                          | Honduras                                                                | 2 – 1                                                                   | Panama                                                                  | Amichevole                                                              | -                                                                       | 70’                                                                     |
| 9-2-2011                                                                | La Ceiba                                                                | Honduras                                                                | 1 – 1 (4 – 5 dtr)                                                       | Ecuador                                                                 | Amichevole                                                              | 1                                                                       | 90+1’                                                                   |
| 29-5-2011                                                               | Houston                                                                 | Honduras                                                                | 2 – 2                                                                   | El Salvador                                                             | Amichevole                                                              | 1                                                                       |                                                                         |
| 6-6-2011                                                                | Los Angeles                                                             | Honduras                                                                | 0 – 0                                                                   | Guatemala                                                               | Gold Cup 2011 - 1º turno                                                | -                                                                       | 70’                                                                     |
| 10-6-2011                                                               | Miami                                                                   | Grecia                                                                  | 1 – 7                                                                   | Honduras                                                                | Gold Cup 2011 - 1º turno                                                | 2                                                                       | 73’                                                                     |
| 13-6-2011                                                               | Harrison                                                                | Honduras                                                                | 0 – 1                                                                   | Giamaica                                                                | Gold Cup 2011 - 1º turno                                                | -                                                                       |                                                                         |
| 18-6-2011                                                               | East Rutherford                                                         | Costa Rica                                                              | 1 – 1 dts (3 – 5 dtr)                                                   | Honduras                                                                | Gold Cup 2011 - Quarti di finale                                        | 1                                                                       |                                                                         |
| 22-6-2011                                                               | Houston                                                                 | Messico                                                                 | 2 – 0 dts                                                               | Honduras                                                                | Gold Cup 2011 - Semifinale                                              | -                                                                       | 71’                                                                     |
| 11-8-2011                                                               | Fort Lauderdale                                                         | Honduras                                                                | 2 – 0                                                                   | Venezuela                                                               | Amichevole                                                              | -                                                                       |                                                                         |
| 3-9-2011                                                                | Harrison                                                                | Honduras                                                                | 0 – 2                                                                   | Colombia                                                                | Amichevole                                                              | -                                                                       | 70’                                                                     |
| 6-9-2011                                                                | San Pedro Sula                                                          | Honduras                                                                | 0 – 3                                                                   | Paraguay                                                                | Amichevole                                                              | -                                                                       | 81’                                                                     |
| 8-10-2011                                                               | Miami Gardens                                                           | Stati Uniti                                                             | 1 – 0                                                                   | Honduras                                                                | Amichevole                                                              | -                                                                       | 66’                                                                     |
| 11-10-2011                                                              | La Ceiba                                                                | Honduras                                                                | 2 – 1                                                                   | Giamaica                                                                | Amichevole                                                              | 1                                                                       | 71’                                                                     |
| 14-11-2011                                                              | San Pedro Sula                                                          | Honduras                                                                | 2 – 0                                                                   | Serbia                                                                  | Amichevole                                                              | 2                                                                       | 74’                                                                     |
| 29-2-2012                                                               | Guayaquil                                                               | Ecuador                                                                 | 2 – 0                                                                   | Honduras                                                                | Amichevole                                                              | -                                                                       |                                                                         |
| 11-4-2012                                                               | San José                                                                | Costa Rica                                                              | 1 – 1                                                                   | Honduras                                                                | Amichevole                                                              | -                                                                       | 58’                                                                     |
| 7-9-2012                                                                | L'Avana                                                                 | Cuba                                                                    | 0 – 3                                                                   | Honduras                                                                | Qual. Mondiali 2014                                                     | 1                                                                       |                                                                         |
| 11-9-2012                                                               | San Pedro Sula                                                          | Honduras                                                                | 1 – 0                                                                   | Cuba                                                                    | Qual. Mondiali 2014                                                     | 1                                                                       |                                                                         |
| 12-10-2012                                                              | Panama                                                                  | Panama                                                                  | 0 – 0                                                                   | Honduras                                                                | Qual. Mondiali 2014                                                     | -                                                                       |                                                                         |
| 16-10-2012                                                              | San Pedro Sula                                                          | Honduras                                                                | 8 – 1                                                                   | Canada                                                                  | Qual. Mondiali 2014                                                     | 3                                                                       |                                                                         |
| 14-11-2012                                                              | Houston                                                                 | Honduras                                                                | 0 – 0                                                                   | Perù                                                                    | Amichevole                                                              | -                                                                       | 73’                                                                     |
| 18-1-2013                                                               | San José                                                                | Honduras                                                                | 1 – 1                                                                   | El Salvador                                                             | Gold Cup 2013 - 1º turno                                                | 1                                                                       |                                                                         |
| 22-1-2013                                                               | San José                                                                | Panama                                                                  | 1 – 1                                                                   | Honduras                                                                | Gold Cup 2013 - 1º turno                                                | -                                                                       | 50’ 86’                                                                 |
| 25-1-2013                                                               | San José                                                                | Honduras                                                                | 1 – 0                                                                   | Belize                                                                  | Gold Cup 2013 - Semifinale                                              | -                                                                       |                                                                         |
| 28-1-2013                                                               | San José                                                                | Costa Rica                                                              | 1 – 0                                                                   | Honduras                                                                | Gold Cup 2013 - Finale                                                  | -                                                                       |                                                                         |
| 6-2-2013                                                                | San Pedro Sula                                                          | Honduras                                                                | 2 – 1                                                                   | Stati Uniti                                                             | Qual. Mondiali 2014                                                     | 1                                                                       | 84’                                                                     |
| 22-3-2013                                                               | San Pedro Sula                                                          | Honduras                                                                | 2 – 2                                                                   | Messico                                                                 | Qual. Mondiali 2014                                                     | 1                                                                       |                                                                         |
| 26-3-2013                                                               | Panama                                                                  | Panama                                                                  | 2 – 0                                                                   | Honduras                                                                | Qual. Mondiali 2014                                                     | -                                                                       | 82’                                                                     |
| 7-6-2013                                                                | San José                                                                | Costa Rica                                                              | 1 – 0                                                                   | Honduras                                                                | Qual. Mondiali 2014                                                     | -                                                                       | 61’                                                                     |
| 6-9-2013                                                                | Città del Messico                                                       | Messico                                                                 | 1 – 2                                                                   | Honduras                                                                | Qual. Mondiali 2014                                                     | 1                                                                       | 46’                                                                     |
| 10-9-2013                                                               | Tegucigalpa                                                             | Honduras                                                                | 2 – 2                                                                   | Panama                                                                  | Qual. Mondiali 2014                                                     | -                                                                       | 90’                                                                     |
| 11-10-2013                                                              | San Pedro Sula                                                          | Honduras                                                                | 1 – 0                                                                   | Costa Rica                                                              | Qual. Mondiali 2014                                                     | 1                                                                       | 66’ 73’                                                                 |
| 15-10-2013                                                              | Kingston                                                                | Giamaica                                                                | 2 – 2                                                                   | Honduras                                                                | Qual. Mondiali 2014                                                     | -                                                                       | 86’                                                                     |
| 16-11-2013                                                              | Miami                                                                   | Honduras                                                                | 0 – 5                                                                   | Brasile                                                                 | Amichevole                                                              | -                                                                       | 72’                                                                     |
| 5-3-2014                                                                | San Pedro Sula                                                          | Honduras                                                                | 2 – 1                                                                   | Venezuela                                                               | Amichevole                                                              | 1                                                                       | 63’                                                                     |
| 29-5-2014                                                               | Washington                                                              | Honduras                                                                | 0 – 2                                                                   | Turchia                                                                 | Amichevole                                                              | -                                                                       |                                                                         |
| 1-6-2014                                                                | Houston                                                                 | Honduras                                                                | 2 – 4                                                                   | Israele                                                                 | Amichevole                                                              | -                                                                       | 46’                                                                     |
| 7-6-2014                                                                | Miami Gardens                                                           | Inghilterra                                                             | 0 – 0                                                                   | Honduras                                                                | Amichevole                                                              | -                                                                       | 75’                                                                     |
| 15-6-2014                                                               | Porto Alegre                                                            | Francia                                                                 | 3 – 0                                                                   | Honduras                                                                | Mondiali 2014 - 1º turno                                                | -                                                                       | 46’                                                                     |
| 20-6-2014                                                               | Curitiba                                                                | Honduras                                                                | 1 – 2                                                                   | Ecuador                                                                 | Mondiali 2014 - 1º turno                                                | -                                                                       | 48’                                                                     |
| 25-6-2014                                                               | Manaus                                                                  | Honduras                                                                | 0 – 3                                                                   | Svizzera                                                                | Mondiali 2014 - 1º turno                                                | -                                                                       |                                                                         |
| 25-3-2015                                                               | Remire-Montjoly                                                         | Guyana francese                                                         | 3 – 1                                                                   | Honduras                                                                | Qual. Gold Cup 2015                                                     | 1                                                                       | 65’                                                                     |
| 30-3-2015                                                               | San Pedro Sula                                                          | Honduras                                                                | 3 – 0                                                                   | Guyana francese                                                         | Qual. Gold Cup 2015                                                     | -                                                                       | 57’                                                                     |
| 4-9-2015                                                                | Puerto Ordaz                                                            | Venezuela                                                               | 0 – 3                                                                   | Honduras                                                                | Amichevole                                                              | -                                                                       | 71’                                                                     |
| 8-9-2015                                                                | Quito                                                                   | Ecuador                                                                 | 2 – 0                                                                   | Honduras                                                                | Amichevole                                                              | -                                                                       | 56’                                                                     |
| 8-10-2015                                                               | Tegucigalpa                                                             | Honduras                                                                | 1 – 1                                                                   | Guatemala                                                               | Amichevole                                                              | 1                                                                       | 70’                                                                     |
| 13-10-2015                                                              | San Pedro Sula                                                          | Honduras                                                                | 1 – 1                                                                   | Sudafrica                                                               | Amichevole                                                              | -                                                                       | 69’                                                                     |
| 17-11-2015                                                              | San Pedro Sula                                                          | Honduras                                                                | 0 – 2                                                                   | Messico                                                                 | Qual. Mondiali 2018                                                     | -                                                                       | 61’                                                                     |
| 11-10-2018                                                              | Barcellona                                                              | Emirati Arabi Uniti                                                     | 1 – 1                                                                   | Honduras                                                                | Amichevole                                                              | -                                                                       |                                                                         |
| 16-11-2018                                                              | Tegucigalpa                                                             | Honduras                                                                | 1 – 0                                                                   | Panama                                                                  | Amichevole                                                              | -                                                                       | 68’                                                                     |
| 20-11-2018                                                              | Temuco                                                                  | Cile                                                                    | 4 – 1                                                                   | Honduras                                                                | Amichevole                                                              | -                                                                       | 63’                                                                     |
| 24-3-2021                                                               | Barysaŭ                                                                 | Bielorussia                                                             | 1 – 1                                                                   | Honduras                                                                | Amichevole                                                              | -                                                                       | 88’                                                                     |
| 28-3-2021                                                               | Salonicco                                                               | Grecia                                                                  | 2 – 1                                                                   | Honduras                                                                | Amichevole                                                              | -                                                                       | 66’                                                                     |
| 13-7-2021                                                               | Houston                                                                 | Honduras                                                                | 4 – 0                                                                   | Grenada                                                                 | Gold Cup 2021 - 1º turno                                                | 1                                                                       | 63’                                                                     |
| 17-7-2021                                                               | Houston                                                                 | Panama                                                                  | 2 – 3                                                                   | Honduras                                                                | Gold Cup 2021 - 1º turno                                                | -                                                                       | 71’                                                                     |
| 21-7-2021                                                               | Houston                                                                 | Honduras                                                                | 0 – 2                                                                   | Qatar                                                                   | Gold Cup 2021 - 1º turno                                                | -                                                                       | 26’ 30’                                                                 |
| 24-7-2021                                                               | Glendale                                                                | Messico                                                                 | 3 – 0                                                                   | Honduras                                                                | Gold Cup 2021 - Quarti di finale                                        | -                                                                       |                                                                         |
| 3-6-2022                                                                | Willemstad                                                              | Curaçao                                                                 | 0 – 1                                                                   | Honduras                                                                | CONCACAF Nations League 2022-2023 - 1º turno                            | -                                                                       | 71’                                                                     |
| 6-6-2022                                                                | San Pedro Sula                                                          | Honduras                                                                | 1 – 2                                                                   | Curaçao                                                                 | CONCACAF Nations League 2022-2023 - 1º turno                            | -                                                                       | 46’                                                                     |
| 15-6-2023                                                               | Washington                                                              | Honduras                                                                | 0 – 1                                                                   | Venezuela                                                               | Amichevole                                                              | -                                                                       | 63’                                                                     |
| 25-6-2023                                                               | Houston                                                                 | Messico                                                                 | 4 – 0                                                                   | Honduras                                                                | Gold Cup 2023 - 1º turno                                                | -                                                                       | 59’                                                                     |
| 29-6-2023                                                               | Phoenix                                                                 | Qatar                                                                   | 1 – 1                                                                   | Honduras                                                                | Gold Cup 2023 - 1º turno                                                | -                                                                       | 72’                                                                     |
| 2-7-2023                                                                | Charlotte                                                               | Honduras                                                                | 2 – 1                                                                   | Haiti                                                                   | Gold Cup 2023 - 1º turno                                                | 1                                                                       | 71’                                                                     |
| 23-3-2024                                                               | Frisco                                                                  | Costa Rica                                                              | 3 – 1                                                                   | Honduras                                                                | CONCACAF Nations League 2023-2024 - Play-off                            | -                                                                       | 64’                                                                     |
| Totale                                                                  |                                                                         | Presenze                                                                | 70                                                                      |                                                                         | Reti                                                                    | 23                                                                      |                                                                         |

## Palmarès

### Club
- Campionato honduregno: 1

Motagua: Clausura 2010-2011

### Individuale
- Capocannoniere del campionato honduregno: 3

Clausura 2009-2010 (12 gol), Apertura 2010-2011 (12 gol), Clausura 2010-2011 (15 gol)